# 이노인스트루먼트
이노인스트루먼트(Innoinstrument )는 대한민국의 광
섬유 융착접속기 기업이다. 본사는 인천광역시 연수구 송도미래로 30 송도스마트밸리 E-2206에 위치해 있다. 광섬유 융착접속기, 광섬유 측정기, 절단기 등을 생산한다 주요 매출처는 중국 및 북미 지역이다 외국인 지분율은 20.3%이다

## 참고 문헌
1. ↑  이노인스트루먼트 IR 북 2020년
2. ↑  최종경, BNK투자증권 스팩(SPAC) 합병상장 예정기업 보고서 2017/3/13
3. ↑  강한석, 한국IR협의회 기술분석보고서-이노인스트루먼트, 2021.11.18
4. ↑  나승두, SK증권 SK 중소성장기업분석팀 탐방코멘트-이노인스트루먼트, 2020-02-24
5. ↑  손세훈, NH투자증권 Company Comment-이노인스트루먼트, 2019. 6. 28